# Club Inglés (Minas de Riotinto)
El Club Inglés es un edificio histórico situado en el municipio español de Minas de Riotinto, en la provincia de Huelva, comunidad autónoma de Andalucía. Fue construido a comienzos del siglo XX para acoger la sede del Club Inglés Bella Vista, función que ha continuado desarrollando hasta la actualidad.

## Características
El Club Inglés constituye uno de los edificios más singulares del barrio de Bellavista. Se trata de un edificio construido en mampostería, de claras líneas británicas. Está dotado de potentes chimeneas y en su interior cuenta con varias salas destinadas a diversos usos. Sobresale la sala «Men Only», que estaba destinada a su uso exclusivo por varones. También destaca la biblioteca, que dispuso de un importante fondo bibliográfico. El edificio fue construido en 1903 con el fin de sustituir al antiguo recinto de madera que venía usándose desde la década de 1880, teniendo un coste de 162.624 reales de vellón. El Club Inglés sería inaugurado oficialmente el 4 de diciembre de 1903. En la actualidad su morfología se encuentra alterada respecto a su diseño primigenio.